# Platythomisus
Platythomisus Doleschall, 1859 è un genere di ragni appartenente alla famiglia Thomisidae.

## Distribuzione
Le 13 specie note di questo genere sono state rinvenute in tutta l'Africa ad eccezione della parte settentrionale; in India, Sumatra e Giava

## Tassonomia
Non sono stati esaminati esemplari di questo genere dal 1980.
A dicembre 2014, si compone di 13 specie:
1. Platythomisus deserticola Lawrence, 1936 — Africa meridionale
2. Platythomisus heraldicus Karsch, 1878 — Africa orientale, Isola di Zanzibar (Tanzania)
3. Platythomisus insignis Pocock, 1899 — Guinea Equatoriale, Congo
4. Platythomisus jubbi Lawrence, 1968 — Sudafrica
5. Platythomisus jucundus Thorell, 1894 — Giava
6. Platythomisus nigriceps Pocock, 1899 — Guinea Equatoriale, Costa d'Avorio
7. Platythomisus octomaculatus (C. L. Koch, 1845)[2] — Sumatra, Giava
8. Platythomisus pantherinus Pocock, 1898 — Malawi
9. Platythomisus quadrimaculatus Hasselt, 1882 — Sumatra
10. Platythomisus scytodimorphus (Karsch, 1886) — Africa orientale
11. Platythomisus sexmaculatus Simon, 1897 — Somalia
12. Platythomisus sibayius Lawrence, 1968 — Sudafrica
13. Platythomisus sudeepi Biswas, 1977 — India

### Specie trasferite
- Platythomisus bazarus Tikader, 1970; trasferita al genere Epidius Thorell, 1877[1].